# Przypór (887 m)
Przypór (887 m) – szczyt w Beskidzie Sądeckim. Znajduje się w długim bocznym grzbiecie Pasma Jaworzyny opadającym od głównej grani tego pasma (z okolicy Hali Łabowskiej) przez Parchowatkę (1004 m) na południowy zachód. Grzbiet ten oddziela dolinę Łomniczanki od doliny Wierchomlanki. Od masywu Parchowatki odgałęzia się w południowym kierunku (do doliny Wierchomlanki) krótki grzbiet ze szczytami Przypór (887 m) i Kiczora (839 m). Wschodnie stoki Przyporu i Kiczory opadają do potoku Potaszni będącego dopływem Wierchomlanki, stoki zachodnie natomiast do potoku Istwor będącego dopływem Potaszni. Dolina Istworu oddziela Przypór i Kiczorę od Parchowatki.
Obecnie stoki Przyporu są zalesione. Do 1947 jednakże były częściowo bezleśne. Na południowych stokach grzbietu Kiczory znajdował się przysiółek Przypór (5 domów), a na północno-wschodnich Przyporu, od strony doliny Potaszni   przysiółek Wojniaczka (6 domów). Zamieszkałe były przez Łemków i są zaznaczone na mapie WIG z ok. 1930 r. Po II wojnie światowej Łemkowie zostali  wysiedleni w ramach Akcji Wisła. Na współczesnych mapach nazwa przysiółka Przypór przeniesiona została na szczyt.